# Lijst van rijksmonumenten in Zuidvelde
De plaats Zuidvelde telt 9 inschrijvingen in het rijksmonumentenregister. Hieronder een overzicht.
| Object                                                                                       | Oorspronkelijke functie? | Bouwjaar                                                                          | Architect | Locatie                | Coördinaten?                 | Nr.?   | Afbeelding                                               |
| -------------------------------------------------------------------------------------------- | ------------------------ | --------------------------------------------------------------------------------- | --------- | ---------------------- | ---------------------------- | ------ | -------------------------------------------------------- |
| Boerderij met woondeel met rechte eindgevel en zijbaander                                    | Boerderij                | begin 19e eeuw                                                                    |           | Asserstraat 76         | 53° 2' 39" NB, 6° 27' 26" OL | 30809  | Meer afbeeldingen                                        |
| Boerderij met woondeel met aangebouwde opkamer, achterbaander en dwars aangebouwde bijschuur | Boerderij                | 1570 (kern) 1700 (opkamer) eind 18e eeuw (uitbr.) 1810 (schaapskooi) 1963 (rest.) |           | Asserstraat 78         | 53° 2' 38" NB, 6° 27' 29" OL | 30810  | Meer afbeeldingen                                        |
| Boerderij met woondeel met rechte gevel, achterbaander en dwars aangebouwde schuur           | Boerderij                | begin 19e eeuw                                                                    |           | Asserstraat 85         | 53° 2' 47" NB, 6° 27' 29" OL | 30811  | Meer afbeeldingen                                        |
| Boerderij met woongedeelte met rechte gevel                                                  | Boerderij                | begin 19e eeuw                                                                    |           | Asserstraat 87         | 53° 2' 44" NB, 6° 27' 27" OL | 30812  | Meer afbeeldingen                                        |
| Boerderij met woongedeelte met rechte gevel waarnaast baander en met brede schuur            | Boerderij                | ca. 1850                                                                          |           | Asserstraat 93         | 53° 2' 40" NB, 6° 27' 31" OL | 30813  | Meer afbeeldingen                                        |
| Boerderij met twee zijbaanders                                                               | Boerderij                | 1775-1800                                                                         |           | Brink 1                | 53° 2' 41" NB, 6° 27' 25" OL | 30814  | Meer afbeeldingen                                        |
| Boerderij met achterbaander en grote aangebouwde houten bijschuur                            | Boerderij                | 1775-1800                                                                         |           | Brink 2                | 53° 2' 40" NB, 6° 27' 21" OL | 30815  | Meer afbeeldingen                                        |
| Boerderij met oplopende noklijn ("kameelrug")                                                | Boerderij                | oorspr. 1660 ca. 1850 (herb.)                                                     |           | Asserstraat 89         | 53° 2' 43" NB, 6° 27' 26" OL | 469375 | Meer afbeeldingen                                        |
| Terrein met een veertigtal grafheuvels en een aarden wal                                     | Archeologisch monument   | IJzertijd (grafheuvels) mog. middeleeuws (wal) 2001-'02 (rest. grafheuvels)       |           | noordelijk Tonckensbos | 53° 2' 54" NB, 6° 27' 14" OL | 527270 | Terrein met een veertigtal grafheuvels en een aarden wal |